# La leggenda di Huma
La leggenda di Huma (titolo originale The Legend of Huma) è un romanzo fantasy scritto da Richard A. Knaak e pubblicato per la prima volta negli Stati Uniti dalla TSR nel 1988. È il primo romanzo della trilogia degli Eroi di Dragonlance.
La trama è basata sulla versione romanzata dei moduli di avventura per il gioco di ruolo Dungeons & Dragons della serie DL, pubblicato anch'esso dalla TSR.

## Trama
Il libro narra delle avventure di Huma Dragonbane, un Cavaliere della Corona; dal suo incontro con Kaz il Minotauro alla scoperta della Dragonlance. Un'intensa storia d'amore lega l'eroe al drago d'argento Gwynneth, col quale le circostanze lo portano a combattere le armate della regina delle Tenebre; la coppia, nel terribile combattimento contro la Dea nella sua forma di Drago a cinque teste, riesce a risospingerla nell'Abisso e a porre fine alla guerra, morendo però nell'impresa.

## Edizioni
- Richard A. Knaak, La leggenda di Huma, traduzione di Cossato G. P. - Sandrelli S., collana Armenia Editore, Armenia Editore, 2007,  p. 409, ISBN 978-88-344-1989-2.